# Pico Neulós
El pico Neulós (en catalán: Puig Neulós, en francés: Pic du Néoulous) es una montaña de la sierra de la Albera, de la cual es el pico culminante (1256 m). Es compartido por los municipios de La Junquera (Alto Ampurdán, España), Laroque-des-Albères y Sorède (Rossellón, Francia) y hace de divisoria entre las respectivas comarcas. Su cima fue fronteriza entre los antiguos condados de Ampurias y del Rosellón y, desde el Tratado de los Pirineos (1659), lo es entre los estados español y francés.
Está situado en el extremo suroeste del término comunal de Sorède, al sudeste del de la Laroque-des-Albères y al este del término municipal de La Junquera. Está al nordeste del Roc dels Tres Termes y al noroeste de la Llanura de la Tanyereda y del Pico Pregon.
Es un destino habitual de las rutas excursionistas de la zona occidental de la sierra de la Albera, de la cual es la cumbre culminante.

## Acceso
El acceso a la cumbre es más fácil por la vertiente norte, de administración francesa, donde existe una carretera de montaña asfaltada desde Laroque-des-Albères que lleva hasta la estación repetidora de señales de televisión y radio que está instalada en la cumbre y que es visible desde muchos puntos del Rosselló y del Alto Ampurdán. A partir del coll del Ullat, sin embargo, esta carretera es de uso restringido, técnico y militar, y hay que continuar a pie.
Por la vertiente sur, la solana de la montaña, de administración española, hay que llegar a Requesens, desde donde se dirigen sendas pistas de montaña desde Cantallops (en mejor estado) y desde La Jonquera. Desde Requesens otra pista permite el acceso, a pie, a la cima.